# Neopteryx frosti
Il pipistrello della frutta dai denti piccoli (Neoptery frosti Hayman, 1946) è un pipistrello appartenente alla famiglia degli Pteropodidi, unico membro del genere Neopteryx (Hayman, 1946), endemico dell'isola di Sulawesi, Indonesia.

## Descrizione

### Dimensioni
Pipistrello di medie dimensioni, con lunghezza dell'avambraccio tra 106,5 e 111 mm e un peso fino a 190 g.

### Caratteristiche craniche e dentarie
Il genere si distingue dagli altri membri della famiglia degli Pteropodidi per avere il rostro del cranio che si restringe notevolmente verso le narici, e i denti particolarmente ridotti.
Sono caratterizzati dalla seguente formula dentaria:

### Aspetto
La pelliccia è corta e densa. Le parti dorsali sono bruno-grigiastre, le spalle sono fulve, mentre le parti ventrali sono giallo-brunastre. Il muso è lungo ed affusolato ed è caratterizzato da una maschera facciale unica, che si riscontra soltanto nei membri del genere Styloctenium e nelle specie Pteropus capistratus e Pteropus personatus. Una sottile striscia bianca attraversa il muso partendo dalle narici, per poi allargarsi all'altezza degli occhi ed interrompersi poco al disotto della fronte. Su ogni lato della testa sono presenti una macchia scura, che parte dalla narice fino a circondare gli occhi, e una bianca più larga che parte da metà muso per terminare poco al disotto della parte anteriore dell'orecchio.  Le orecchie sono piccole e prive di peli. Le membrane alari sono marroni scure e ricoperte da un reticolo composto da fasce nere connesse tra loro da linee trasversali, spesse e nere, e sono attaccate sul dorso molto vicine tra loro.  Il pollice è molto lungo, mentre il secondo dito è privo dell'unghia. La tibia è priva di peli. È privo di coda, mentre l'uropatagio è ridotto ad una sottile membrana lungo la parte interna degli arti inferiori.

## Biologia

### Alimentazione
Si nutre di frutta.

### Riproduzione
Due femmine gravide sono state catturate nei mesi di gennaio e maggio.

## Distribuzione e habitat
Questa specie è diffusa sull'Isola di Sulawesi, in due aree ristrette della zona settentrionale e centrale.
Vive nelle foreste primarie tra i 225 e i 1.000 metri di altitudine.

## Conservazione
La IUCN Red List, considerato l'areale ristretto e il degrado del proprio habitat, classifica N. frosti come specie in pericolo di estinzione (Endangered).